# هالوک پکشن
هالوک پکشن (ترکی استانبولی: Haluk Pekşen؛ زادهٔ ۱۱ سپتامبر ۱۹۶۱) یک سیاست‌مدار، تاجر و وکیل اهل ترکیه است.